# الکل لینولیل
الکل لینولیل (به انگلیسی: Linoleyl alcohol) یک ترکیب شیمیایی با شناسه پاب‌کم ۵۳۱۱۷۵۶ است. 